# Koller Eszter
Koller Eszter (New York, 1988. szeptember 13. –) írónő, novelláskötetek szerzője.

## Életpálya

### Tanulmányok
13 éves koráig New York állam kisebb kertvárosában élt, majd Magyarországra költözött és középiskolai tanulmányait a Budapesti Osztrák Iskolában folytatta, majd a Szegedi Tudományegyetem pszichológia szakán tanult.
Orgonaiskolába járt, és többször szerepelt a Budavári Mátyás-templom orgona koncertjein.

### Íróvá válása
Középiskolai tanulmányai során osztályfőnöke látta meg benne a potenciált az íráshoz, ezért aktív tagja lett az iskola újságjának és az Evangélikus Élet című folyóiratnak.
Első könyvét (Fény az erdőben) még középiskolai tanulmányai alatt írta meg.

## Írói munkássága
2008-ban jelent meg első könyve, "Fény az erdőben" címmel, melyet osztályfőnökének ajánlott. A könyv őszinte összegzése Koller Eszternek egy amerikai bibliai táborban szerzett élményeiről. Ezt követően az orosz realizmus műveinek hatására a lelki vívódás lett első számú mondandója az írásaiban. 2009-ben jelent meg második könyve, a "Váratlan ölelés", ami már novelláskötetként került a könyvesboltok polcaira. 2010-ben adták ki harmadik könyvét, "Mint a fák", melyben a szereplők és a kontextus a lelki fejlődést tükrözik. 2011-ben "A furulyás lány" című három hosszabb novellát tartalmazó könyve jelent meg, melyben kiadója Dosztojevszkij stílusát vélte felfedezni. 2012-ben a "Sose szánj" című könyve jelent meg, amiben az olvasó a szánalom pusztító hatását ismerheti meg. Még ebben az évben kiadták újabb novellás kötetét, melynek címe "Mesélek neked, Dudi", ami könnyed humorral ábrázolja az ember fő értékeit és erényeit.
2012 decemberében Amerikában és Angliában egyaránt megjelent a "Light in the Woods" című könyve. 
2013-ban jelent meg újabb könyve "Táncoló gyertyalángok" címmel. Ezt követően 2014-ben jelent meg újabb könyve, "Egy kutya könnycseppje" címmel. 2016-ban jelent meg, "Pillanatfogó" címmel újabb könyve, mely egy novellákat, illetve lírai vallomásokat tartalmazó gyűjtemény. A líra műfajára több hangsúlyt fektetve készült el a "Vigasz altató" című könyve, mely lírai vallomások gyűjteményeként került kiadásra.
A MÚOSZ tagja. A Cserhát Művészkör tagja. Jelenleg a Délibáb művészeti folyóiratba ír, és több antológiában is megjelentek művei.
Novelláiért elnyerte az ART-díjat (2014), majd a Cserhát Arany Diploma Díjat (2015), valamint verseiért a Lírai Díjat (2016). Próza és líra kategóriában egyaránt elnyerte a Cserhát Művészkör országosan meghirdetett pályázat Harmónia Irodalmi Díját. (2017)

## Művei
1. 2008 – Fény az erdőben (Szent Gellért Kiadó, önéletrajzi kisregény)
2. 2009 – Váratlan ölelés (Szent Gellért Kiadó, novelláskötet)
3. 2010 – Mint a fák (Holnap Magazin Kiadó, novelláskötet)
4. 2011 – A furulyás lány (Szent Gellért Kiadó, novelláskötet)'
5. 2012 – Sose szánj (Szent Gellért Kiadó, novelláskötet)'
6. 2012 – Mesélek neked, Dudi (Szent Gellért Kiadó, novelláskötet)'
7. 2012 – Light in the Woods (kisregény)
8. 2013 – Táncoló gyertyalángok (Holnap Magazin Kiadó, kisregény)
9. 2014 – Egy kutya könnycseppje (Holnap Magazin Kiadó, kisregény)
10. 2015 – Életutak (Antológia, Montázsmagazin, Wing Kiadó)
11. 2016 – Csak a szeretet örök (Antológia, Montázsmagazin, Wing Kiadó)
12. 2016 – Pillanatfogó (Holnap Magazin Kiadó, novelláskötet)[3]
13. 2017 – Vigasz altató (Holnap Magazin Kiadó, verseskötet)

## Galéria

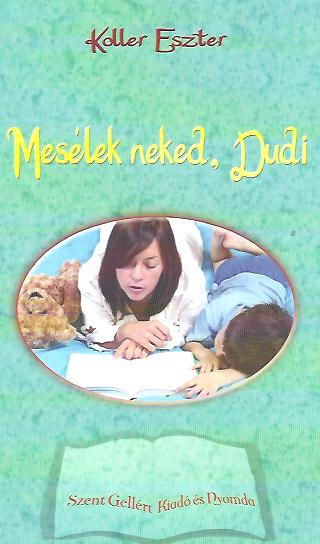
Mesélek neked, Dudi
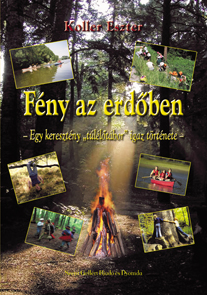
Fény az erdőben
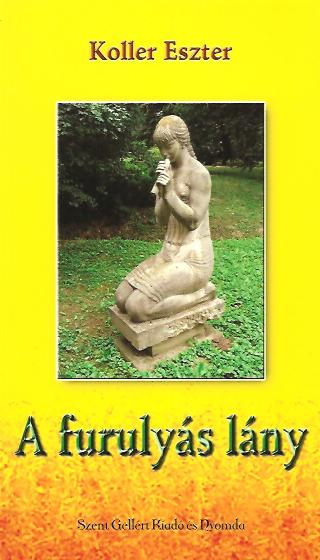
A furulyás lány
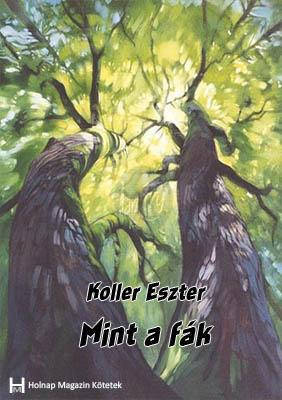
Mint a fák
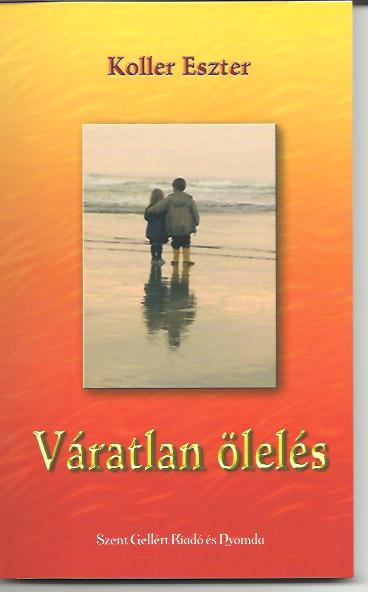
Váratlan ölelés
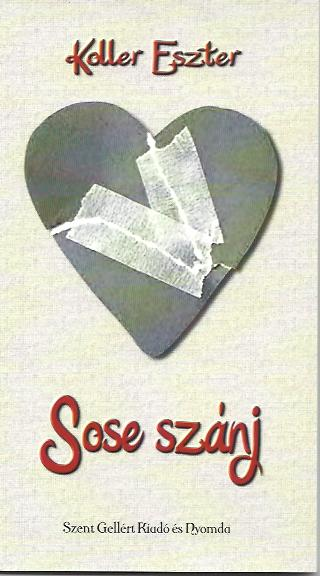
Sose szánj